# Rothschild (Familie)

Freiherrliches Wappen Rothschild

Rothschild ist der Name einer jüdischen Familie, deren Stammreihe sich in Deutschland ab 1500 urkundlich belegen lässt. Ihre Mitglieder sind seit dem 18. Jahrhundert vor allem als Bankiers bekannt geworden. Sie zählten im 19. Jahrhundert zu den einflussreichsten und wichtigsten Finanziers europäischer Staaten. Das Stammhaus des Bankgeschäfts war M. A. Rothschild & Söhne in Frankfurt; die Familie ist weiterhin über verschiedene Nachfolgeinstitute im Bankgeschäft tätig, hauptsächlich im Investmentbanking und der Vermögensverwaltung.

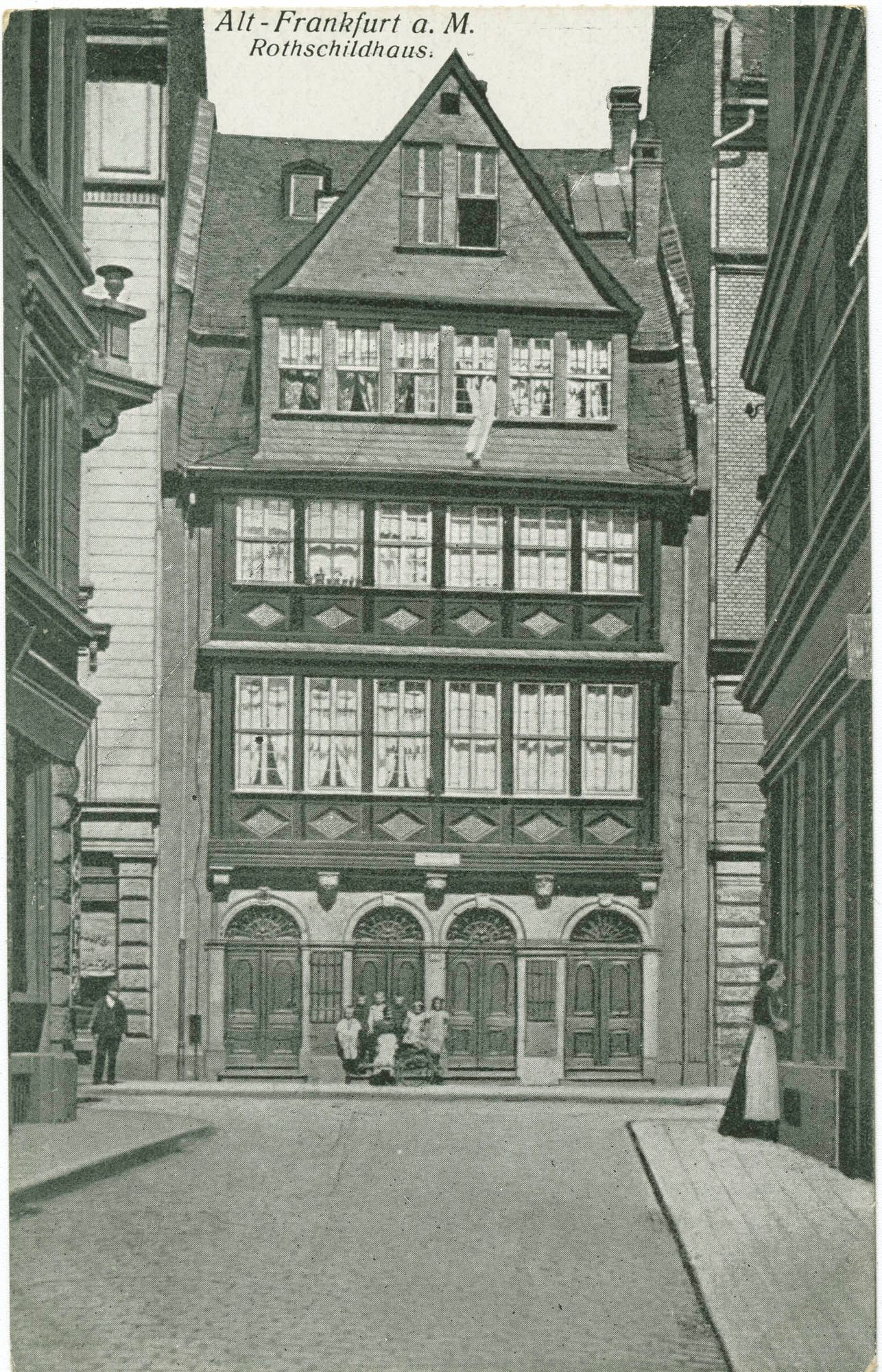
Stammsitz der Rothschildfamilie in der Frankfurter Judengasse

Während der längsten Phasen des Langen 19. Jahrhunderts zwischen 1815 und 1914 war die Familie Rothschild im Besitz der weltgrößten Bank. Bis 1860 war die Firma N. M. Rothschild & Sons als eine Unternehmensgruppe mit fünf eigenständigen Niederlassungen organisiert. Die Bezeichnung Haus Rothschild, das sowohl von den Familienmitgliedern als auch ihren Zeitgenossen im 19. Jahrhundert verwendet wurde, weist auf die enge Verbindung der Geschichte des Unternehmens mit der Familiengeschichte hin. Laufend überarbeitete und erneuerte Gesellschaftsverträge regelten dabei die gemeinsame Geschäftstätigkeit und die Aufteilung der daraus entstehenden Gewinne. Der Schwerpunkt der Tätigkeit des familieneigenen Bankhauses lag im 19. Jahrhundert im internationalen Anleihengeschäft. Dazu kamen der Handel mit Edelmetallen, die Annahme und Diskontierung von Handelswechseln, Devisengeschäfte und die Vermögensverwaltung für wohlhabende Privatkunden. Die Rothschilds gehörten außerdem zu den wesentlichen Geldgebern der entstehenden Bahngesellschaften.
Der Historiker Niall Ferguson hat den Aufstieg der Familie Rothschild als eine der bemerkenswertesten Fallstudien der Sozialgeschichte des 19. Jahrhunderts bezeichnet.
Dem in der Frankfurter Judengasse geborenen Mayer Amschel Rothschild, der als der Gründer der Rothschilddynastie gilt, war es noch verboten, außerhalb des Frankfurter Ghettos Grundbesitz zu erwerben. Seine Söhne zählten dagegen zu den wohlhabendsten Europäern und wurden in Österreich und England in den Adelsstand erhoben.

## Geschichte des Hauses Rothschild

### Der Aufstieg Mayer Amschel Rothschilds
Mayer Amschel Rothschild (* 23. Februar 1744; † 19. September 1812 in Frankfurt am Main) war der Begründer der Rothschilddynastie. Seine Vorfahren, so Isaak Elchanan, hatten seit spätestens Mitte des 16. Jahrhunderts im Ghetto der Stadt Frankfurt, der Judengasse, gelebt. Die Häuser in der Judengasse waren nicht durch Hausnummern, sondern durch verschiedenfarbige Schilder oder besondere Warenzeichen gekennzeichnet. Da die Familie über Generationen in dem „Haus zum Rot(h)en Schild“ wohnte, etablierte sich bereits im 17. Jahrhundert der Familienname „Rothschild“. Daran änderte sich auch nichts, als man 1664 in das „Hinterhaus zur Pfanne“ zog.

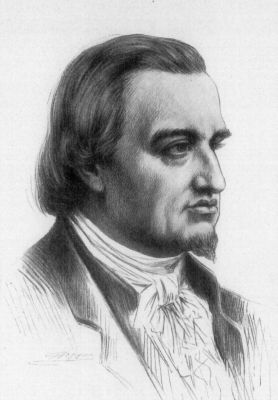
Mayer Amschel Rothschild

Mayer Amschels Vater, Amschel Moses Rothschild, betrieb in der Judengasse ein Geschäft für den Handel mit Kleinwaren und Geldwechsel. Der Sohn besuchte zunächst eine jüdische Elementarschule in der Judengasse. Vermutlich in der Absicht, Rabbiner zu werden, besuchte er danach die Talmudschule in Fürth. Aufgrund des frühen Todes seiner Eltern brach er die Ausbildung 1756 ab. Er wurde für einige Jahre nach Hannover geschickt, wo er in der Firma von Wolf Jakob Oppenheim arbeitete. Dieser gehörte der weitverzweigten Familie Oppenheim an, von denen ein Familienmitglied zu dieser Zeit in Bonn einer der Hoffaktoren von Clemens August von Bayern war. Hoffaktoren waren selbständige Kaufleute, die die Adelshöfe mit verschiedenen Luxusgütern belieferten, für sie Finanzgeschäfte tätigten oder ihnen Kredite vergaben. Zu den Betätigungsfeldern von Hoffaktoren, die häufig Juden waren, gehörte auch die Beschaffung antiquarischer Münzen und anderer Sammelstücke für die fürstlichen Kuriositätenkabinette.
Wieder nach Frankfurt zurückgekehrt, machte sich Mayer Amschel um 1764 mit zwanzig Jahren in der Judengasse als Münz- und Wechselhändler selbständig. In Hannover hatte er den Münzsammler General von Estorff kennengelernt, und dank dieser Beziehung konnte Mayer Amschel Rothschild wiederholt Münzen an das Münzkabinett des Erbprinzen und späteren Kurfürsten Wilhelm von Hessen in Hanau verkaufen. 1769 reichte Mayer Amschel eine Bittschrift ein, ihm den Titel eines Hoffaktoren zu verleihen, was daraufhin gewährt wurde. Am 21. September 1769 konnte er die Plakette mit dem Wappen von Hessen-Hanau und der Inschrift M. A. Rothschild, Hoflieferant Seiner Erlauchten Hoheit, Erbprinz Wilhelms von Hessen, Graf von Hanau vor seinem Geschäft anbringen. Dieser Titel war zwar nicht mit besonderen Rechten verbunden, war aber eine prestigeträchtige Referenz gegenüber den Kunden.
Am 29. August 1770 heiratete Mayer Amschel Gutle Schnapper (* 23. August 1753; † 7. Mai 1849), die 17-jährige Tochter von Wolf Salomon Schnapper, einem der Hoffaktoren des Fürstentums Sachsen-Meiningen. Gutle Schnapper brachte eine Mitgift von 2400 Gulden mit in die arrangierte Ehe, was etwa dem Jahreseinkommen ihres Mannes entsprach. Das Paar bekam zwischen 1771 und 1792 insgesamt zwanzig Kinder, von denen fünf Söhne und fünf Töchter das Erwachsenenalter erreichten. Ein wachsendes Einkommen ermöglichte es der ebenfalls wachsenden Familie, 1785 das Haus zum Grünen Schild zu erwerben, eines der größten Häuser in der Judengasse. Es wurde zum Stammhaus der Rothschilddynastie.

### Beginn der Finanzgeschäfte
Der geschäftliche Durchbruch erfolgte jedoch auf einem ganz anderen Feld. Im Jahr 1789 gelang Mayer Amschel Rothschild erstmals ein bedeutender Einstieg in das Bankgeschäft, als er mit Wilhelm, der seit 1785 als Landgraf Wilhelm IX. von Hessen-Kassel in Kassel residierte, ein Wechseldiskontgeschäft abschließen konnte.
Wilhelm IX. war einer der reichsten Fürsten im Heiligen Römischen Reich Deutscher Nation. Die Grundlage dieses Vermögens hatte sein Vater, Landgraf Friedrich II. von Hessen-Kassel, gelegt, indem er hessische Soldaten an die englische Krone verkaufte, die diese gegen die nach Unabhängigkeit strebenden Nordamerikaner einsetzte (siehe auch: Soldatenhandel unter Landgraf Friedrich II. von Hessen-Kassel). Die Finanzgeschäfte mit dem Landgrafen stiegen zunächst aber nur langsam an. Erst mit der Beteiligung Rothschilds an dem Verkauf einer Geldanleihe an den Landgrafen im Jahr 1800 begannen die Bankgeschäfte erheblich im Umfang zu wachsen. Die Ernennung Mayer Amschel Rothschilds 1801 zum Hoffaktoren von Hessen-Kassel unterstrich seine steigende Bedeutung für die Finanzgeschäfte Wilhelms. 1804 konnte er erstmals allein eine Staatsanleihe auflegen und verkaufen. Es handelte sich dabei um eine Anleihe des dänischen Staats, die Rothschild zur Gänze an den 1803 zum Kurfürsten aufgestiegenen Wilhelm vermitteln konnte.

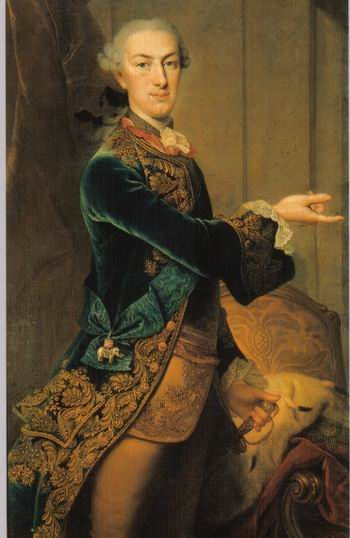
Wilhelm I. von Hessen-Kassel – ein Wechseldiskontgeschäft mit diesem Fürsten begründete das Bankgeschäft der Rothschilds

Entscheidend für den wachsenden Erfolg Mayer Amschel Rothschilds bei den Finanzgeschäften mit Wilhelm I. war dessen wichtigster Finanzberater und Vermögensverwalter, Carl Friedrich Buderus von Carlshausen. Mit diesem hatte Rothschild bereits in der Zeit als Hoffaktor in Hanau enge Beziehungen geknüpft. Beide Männer verband der Aufstieg aus bescheidenen sozialen Verhältnissen. Je weiter Buderus am Hof Wilhelms aufstieg, desto mehr sorgte er dafür, dass die etablierten Bankiers des Kurfürsten (z. B. Bethmann) zu Gunsten Rothschilds verdrängt wurden.
Als Kassel 1806 von französischen Truppen besetzt wurde und Wilhelm I. sich fluchtartig ins Exil (erst in das Herzogtum Schleswig, damals Teil Dänemarks, dann nach Prag, damals Teil des österreichischen Kaiserreichs) begeben musste, gelang es Buderus unter großen Schwierigkeiten, den größten Teil des immensen Geldvermögens des Kurfürsten vor französischem Zugriff zu retten. Als nunmehr wichtigster Finanzberater des Kurfürsten nutzte Buderus ab 1807 ausschließlich die Dienste Mayer Amschel Rothschilds und seiner fünf Söhne Amschel, Salomon, Nathan, Kalman und Jakob. Bis zur Vertreibung der französischen Armee aus dem Kurfürstentum 1813 wickelten diese in ganz Europa Wilhelms Finanztransaktionen diskret und zuverlässig ab.

### Wandel zum Familienunternehmen
Die zunehmende Größe, Komplexität und Internationalität seiner Geschäfte veranlassten Mayer Amschel Rothschild 1810, sein Unternehmen auf eine breitere Basis zu stellen. In einem neuen Gesellschaftervertrag nahm er seine Söhne als vollwertige Geschäftspartner in das Unternehmen auf. Der Vater stand zwar weiterhin an der Spitze des Unternehmens, die Last der alltäglichen Arbeit lag aber nun auf den Schultern der Söhne. Als nach außen sichtbares Zeichen der Neuerungen trug die Firma fortan die Bezeichnung „Mayer Amschel Rothschild und Söhne“.
Mayer Amschel konnte sich nun stärker um ein anderes Anliegen kümmern: die Emanzipation der Frankfurter Juden. Wiederholte schriftliche Interventionen bei dem von Napoleon eingesetzten Großherzog von Frankfurt, Karl Theodor von Dalberg, führten schließlich am 7. Februar 1811 zur Verkündung eines Emanzipationsediktes. Damit wurden die Frankfurter Schutzjuden den übrigen Bürgern rechtlich gleichgestellt. Bevor aber das Edikt Rechtskraft erlangen konnte, musste die jüdische Gemeinde beträchtliche Geldsummen an die Stadt Frankfurt zahlen. Kurz vor seinem Tod am 16. September 1812 wurde Mayer Amschel schließlich noch Mitglied des Frankfurter Wahlkollegiums.
In seinem Testament verfügte Mayer Amschel Rothschild, das Familienunternehmen als Ganzes zu erhalten. Für dessen Führung legte er ein strenges Reglement fest:
- Alle Schlüsselpositionen sind mit Familienmitgliedern zu besetzen.
- An Geschäften dürfen nur männliche Familienmitglieder teilnehmen.
- Der älteste Sohn des ältesten Sohnes soll Familienoberhaupt sein, soweit die Mehrheit der Familie nicht anders entscheidet.
- Es soll keine juristische Bestandsaufnahme und keine Veröffentlichung des Vermögens geben.

### Aufstieg unter Nathan Mayer Rothschild
Eine zentrale Rolle im Aufstieg zur wichtigsten europäischen Finanzinstitution spielte Mayer Amschels Sohn Nathan Mayer Rothschild, der 1799 nach England ausgewandert war. Nathan Rothschild hatte die ersten zehn Jahre in Großbritannien überwiegend im neu industrialisierten Norden Englands verbracht, wo er Textilien aufkaufte und nach Deutschland exportierte. Der Einstieg ins Bankgeschäft erfolgte erst 1811 und hing zu einem Teil damit zusammen, dass der größte Teil des kurfürstlichen Vermögens aus englischen Staatsanleihen bestand. Die jährlichen Zinsen hierfür wurden jedoch in London ausgezahlt und konnten infolge von Krieg und Kontinentalsperre nur mit großen Schwierigkeiten an den Kurfürsten transferiert werden. Die Kontinentalsperre war eine von Napoleon am 21. November 1806 in Berlin verfügte Wirtschaftsblockade über die britischen Inseln, die bis 1814 in Kraft blieb. Nathan erhielt wegen der eingeschränkten Transfermöglichkeiten ab 1809 den Auftrag, für die Dauer des Krieges die anfallenden Zinszahlungen neu anzulegen.
Auch konnte Nathan Rothschild seine Dienste bei der Besoldung der britischen Truppen anbieten. Die britische Regierung verfügte zwar durch den Verkauf von Anleihen über hinreichend finanzielle Mittel. Doch in den Ländern, in denen ihre Truppen kämpften, wurden britische Zahlungsmittel nicht akzeptiert, so dass sich die Regierung gezwungen sah, ihren Truppenführer Wellington mit Goldmünzen zu versorgen. Der Auftrag zur Beschaffung der Münzen ging im Januar 1814 an Nathan Rothschild. Das Haus Rothschild verfügte zu diesem Zeitpunkt bereits über europaweite Verbindungen. Trotzdem war die Transaktion für die Rothschilds eine finanzielle und logistische Herausforderung. Das Risiko wurde mit Provisionen zwischen zwei und sechs Prozent der beschafften Mittel vergolten. Die im Auftrag der britischen Krone angekauften und transferierten Münzen entsprachen nach einer Schätzung des damaligen britischen Zahlmeisters John Charles Herries bis Juni 1814 etwa 12,6 Millionen Francs. Ein Kommentar von J. C. Herries zeigt jedoch auch den allgegenwärtigen Antisemitismus des 19. Jahrhunderts:

“Rothschild of this place has executed the various services entrusted to him in this line admirably well, and though a Jew, we place a good deal of confidence in him.”

„Der hier ansässige Rothschild hat die verschiedenen Aufträge, die wir ihm anvertraut haben, hervorragend ausgeführt, und obwohl er ein Jude ist, haben wir ein gutes Maß an Vertrauen zu ihm.“

Als am 1. März 1815 Napoleon aus seinem Exil auf der Insel Elba fliehen und an der Spitze der ihm entgegengesandten Armee nach Paris zurückkehren konnte (20. März 1815), begann das Haus Rothschild erneut damit, in ganz Europa Gold für die britischen Truppen aufzukaufen. Nathan Mayer Rothschild ging dabei von der Annahme aus, dass der kommende Krieg – wie alle bisherigen Napoleonischen Kriege – lange dauern würde. Anfänglich gelangen Napoleon auch einige Erfolge, doch mit der Niederlage bei Waterloo am 18. Juni 1815 endete die Herrschaft der Hundert Tage und damit Napoleons Macht in Europa. Das von Rothschild in Fehleinschätzung gehortete Gold drohte im Wert zu verlieren und dem Haus einen finanziellen Verlust zu bescheren. Um dies zu verhindern, kaufte Nathan Rothschild mit dem Gold britische Staatsanleihen. Er nahm an, dass nach dem Ende des Krieges und dem sinkenden Finanzbedarf auch weniger britische Anleihen emittiert würden, was eine Kurssteigerung bei den bereits platzierten Anleihen zur Folge hätte. Da die meisten Anleger damals eine Niederlage der Briten fürchteten, konnte Nathan Mayer Rothschild billig britische Staatsanleihen kaufen. Rothschilds Vermutung war richtig, und als er zwei Jahre später die Wertpapiere verkaufte, waren sie um mehr als 40 Prozent gestiegen. Niall Ferguson schätzt, dass das Haus Rothschild mit diesem Geschäft einen Gewinn realisierte, der im Jahr 2009 einem Gegenwert von 600 Millionen britischen Pfund entsprochen hätte.

### Die Aktivitäten der Rothschild-Brüder in Europa
Die Rothschild-Söhne stiegen binnen weniger Jahrzehnte zu den führenden Bankiers Europas auf. Jeder von ihnen wurde geadelt. Sie finanzierten Kriege, Staaten, Unternehmen, Eisenbahnen und waren z. B. am Bau des Sueskanals beteiligt. Die fünf Niederlassungen in Frankfurt, Wien, London, Paris und Neapel operierten zwar unabhängig voneinander, waren jedoch durch einen alle fünf Jahre überarbeiteten und erneuerten Vertrag miteinander verbunden. Geschäftliche Operationen erfolgten meist in enger Zusammenarbeit. Die erzielten Gewinne wurden sowohl nach Leistung als auch nach familiären Verpflichtungen unter den Brüdern und ihren Nachkommen aufgeteilt. Trotz immer wieder auftretenden Interessenkonflikten erneuerten die verschiedenen Familienzweige bis 1905 den Partnervertrag immer wieder.
Das Haus Rothschild spielte vor allem eine große Rolle an der Londoner Börse, die sich seit der Glorious Revolution von 1688 langsam, aber stetig zu einem der wesentlichen europäischen Finanzplätze entwickelt hatte. Zwischen 1815 und 1859 war die Londoner Filiale an der Emittierung von 14 verschiedenen Staatspapieren beteiligt. Das Nominalvolumen der emittierten Wertpapiere entsprach 43 Millionen britischen Pfund und damit mehr als fünfzig Prozent aller Wertpapiere, die in London emittiert wurden. Britische Staatspapiere spielten dabei eine große Rolle. Aber auch die Regierungen von Frankreich, Preußen, Österreich, Neapel, Belgien und Brasilien nahmen die Dienste des Bankhauses in Anspruch. In der Regel kauften die Rothschilds die gesamte Tranche von der Regierung auf. Sie trugen allerdings das Vermarktungsrisiko nicht, denn die emittierende Regierung erhielt den Kaufbetrag nur dann in vollständiger Höhe, wenn das Papier vollständig platziert werden konnte. Die Rothschilds waren auf Grund ihres engmaschigen Netzwerkes in der Lage, die Papiere in ganz Europa abzusetzen. Im Unterschied zu einer großen Anzahl ihrer Konkurrenten konnte das Bankhaus Rothschild regelmäßig durchsetzen, dass der Nominalbetrag des Papieres auf britischen Pfund basierte. Der Papierinhaber konnte seine Forderung nicht nur in London einlösen, sondern erhielt Zinszahlungen auch in anderen Ländern, in denen die Rothschilds Niederlassungen unterhielten.
Dieser Wertpapierhandel stellte das Kerngeschäft des Bankhauses dar. Sie waren darüber hinaus auch im Währungshandel aktiv und investierten in Versicherungen, Minen und Eisenbahnen. Zum Ruf des Bankhauses trug wesentlich bei, dass die Rothschilds sehr auf die Kreditwürdigkeit der Emittenten achteten. Die Zahlungszusagen jedes Wertpapiers, das in den 1820er Jahren über ihr Haus platziert wurde, wurden bis gegen Ende der 1820er Jahre erfüllt, obwohl es in der Mitte der 1820er Jahre zu einer massiven Finanzkrise in Lateinamerika kam.

### Die Rothschild-Brüder

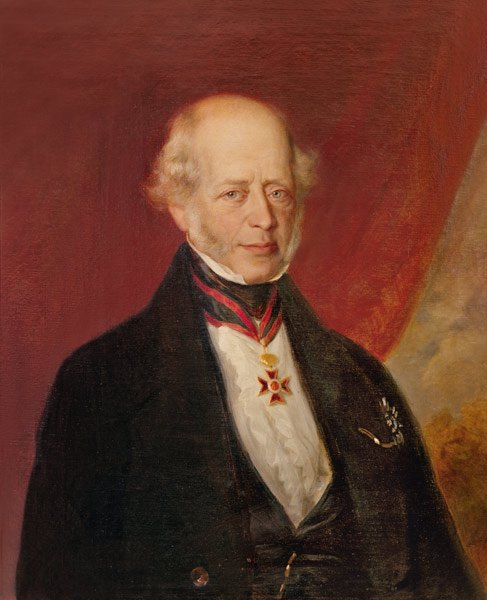
Amschel Mayer Rothschild

Amschel Mayer Rothschild (1773–1855) wurde nach dem Tod seines Vaters neues Familienoberhaupt und übernahm die Leitung des Frankfurter Bankhauses „M.A. Rothschild & Söhne“. Dieses war zugleich auch das Mutterhaus der Rothschildbanken in London, Paris, Wien und Neapel. Als der vorsichtigste der fünf Söhne Mayer Amschel Rothschilds war er stets um die Liquidität der Bank besorgt, ging Risiken möglichst aus dem Weg und bevorzugte eher kleinere Geschäfte. Außerdem versuchte er die europaweit stark wachsenden Geschäfte der Familie Rothschild abzubremsen, was wiederholt zu Streitigkeiten zwischen den Brüdern führte. Amschel Mayer Rothschild konzentrierte sich auf die Fortsetzung der Tätigkeit als Hoffaktor verschiedener deutscher Fürsten. Die von seinem Vater mit Hilfe von Carl Friedrich Buderus aufgebauten Beziehungen zum Hof des Kurfürstentums Hessen-Kassel spielten dabei eine besonders wichtige Rolle. Daneben war Amschel Mayer Rothschild auch Schatzmeister und Finanzier des Deutschen Bundestages in Frankfurt. Seine guten Beziehungen zu fast allen deutschen Mittel- und Kleinstaaten halfen M.A. Rothschild & Söhne zwischen 1820 und 1830 das Bankhaus Gebrüder Bethmann als im deutschsprachigen Raum führenden Emittenten von Staatsanleihen zu verdrängen. Trotz dieses Erfolges verlor das Mutterhaus in Frankfurt bereits unter der Leitung Amschel Mayer Rothschilds im Vergleich mit den stark expandierenden Rothschildbanken in London und Paris an Bedeutung. Dennoch blieben Letztere offiziell nur Filialen von M.A. Rothschild & Söhne. Solange Gutle Rothschild (* 23. August 1753; † 7. Mai 1849), die Mutter der fünf Brüder Rothschild, noch lebte, war Frankfurt auch weiterhin der Hauptversammlungsort der stetig anwachsenden Familie Rothschild.

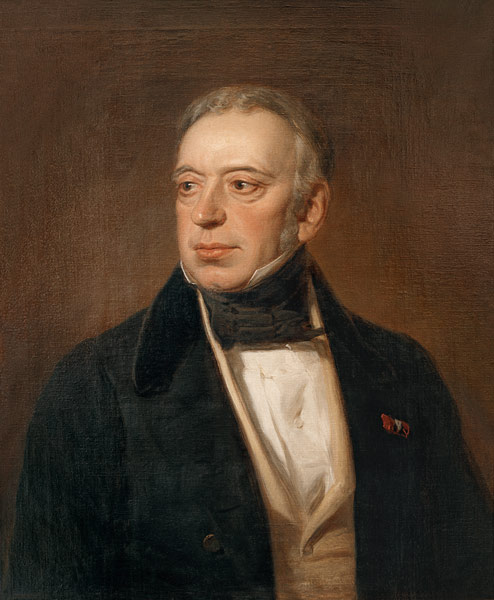
Salomon Rothschild

Salomon Rothschild (1774–1855) war der Begründer der österreichischen Linie. Erste geschäftliche Erfolge erzielte er 1815, ab 1820 (Beteiligung an einer Anleihe des Bankhauses Parish) wuchs er in die Rolle des größten Finanziers des metternichschen Regimes und des Deutschen Bundes hinein. Salomon Meyer Rothschild, dem zu Beginn seiner Karriere noch der Besitz von Grund und Boden verboten war und der daher zunächst lange Zeit ein komplettes Hotel gemietet hatte, wurde 1822 zum Freiherrn geadelt und entwickelte sich in der Folge zu einem der größten Grundbesitzer des Landes. 1835 erhielt er die Konzession für die Errichtung der Kaiser Ferdinands-Nordbahn und baute im Zusammenhang auch die Witkowitzer Eisenwerke auf. Die aus seinem Bankhaus 1855 entstandene Creditanstalt stand bis in die 1930er Jahre unter rothschildschem Einfluss.

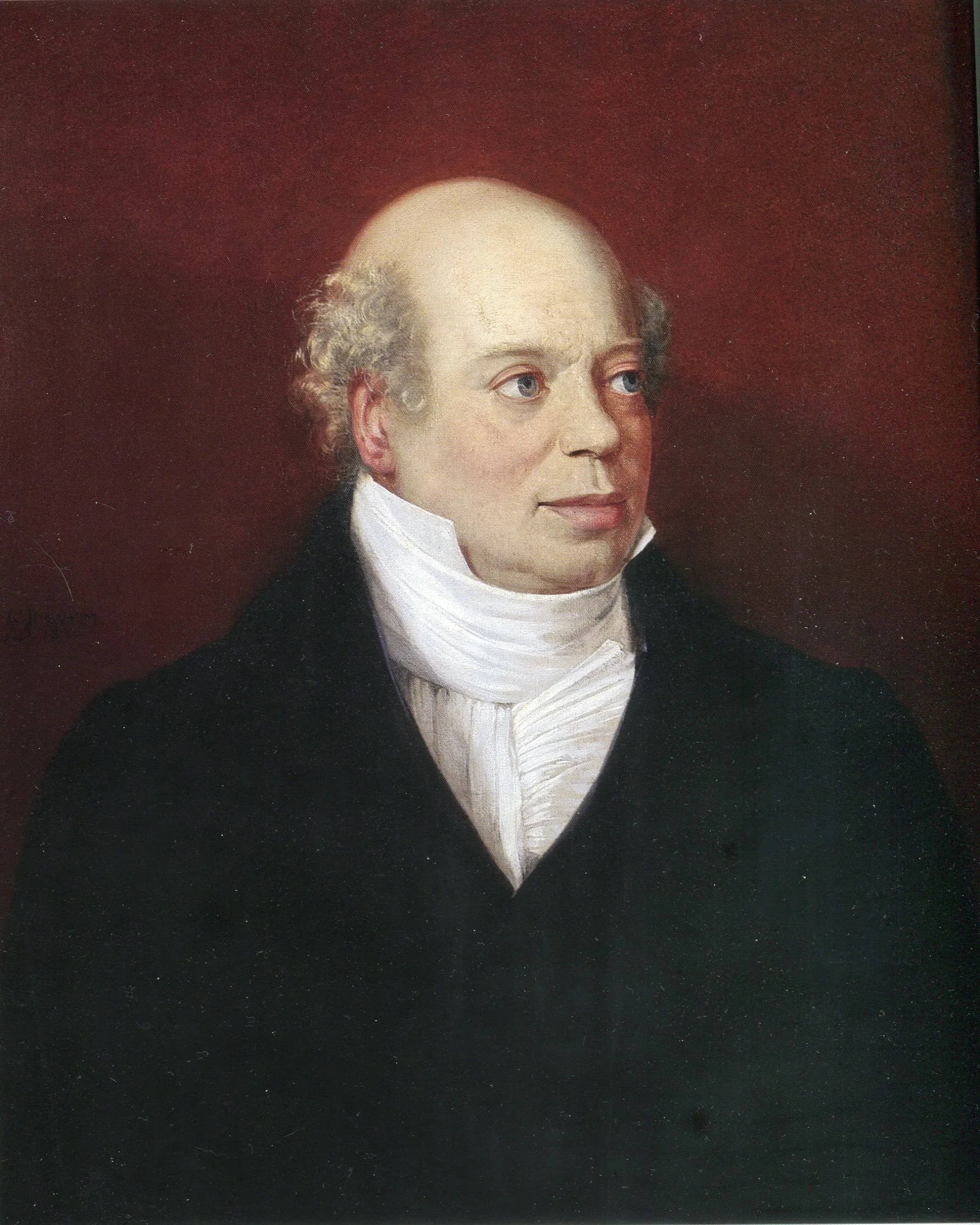
Nathan Rothschild

Nathan Mayer Rothschild (1777–1836) ging 1799 als Textilkaufmann nach Manchester. 1808 gründete er die Bank N.M. Rothschild & Sons in London, die noch heute arbeitet. Er wurde dank seiner sorgfältig geplanten und durchgeführten Transaktionen zum einflussreichsten Finanzier der britischen Regierung und begründete die große Rolle des Hauses Rothschild, die es ab 1815 für mindestens fünfzig Jahre in der europäischen Finanzwelt innehatte. Der ungewöhnlich schnelle Aufstieg des Hauses Rothschilds, an dem Nathan Rothschild wesentlichen Anteil hatte, führte zu einer Reihe von Gerüchten über den Finanzier. So kolportierte man bereits 1830, dass Nathan Rothschilds Erfolg auf einen sagenhaften hebräischen Talisman zurückzuführen sei. Aus derselben Zeit stammt die unzutreffende Geschichte, nach der Nathan Rothschild durch Kursmanipulationen im Zusammenhang mit der Schlacht bei Waterloo (s. u.) ein Vermögen gemacht habe. Tatsächlich unterschied sich Nathan Rothschild in seinem Finanzgebaren nicht von dem seiner Konkurrenten (siehe den Abschnitt Aufstieg unter Nathan Mayer Rothschild), besaß aber offensichtlich ein sehr gutes Gespür für die Funktionsweise der Finanzmärkte. Beim schnellen Aufstieg des Hauses Rothschilds spielte außerdem die gute Vernetzung der europäischen Niederlassungen der fünf Rothschild-Brüder eine erhebliche Rolle.

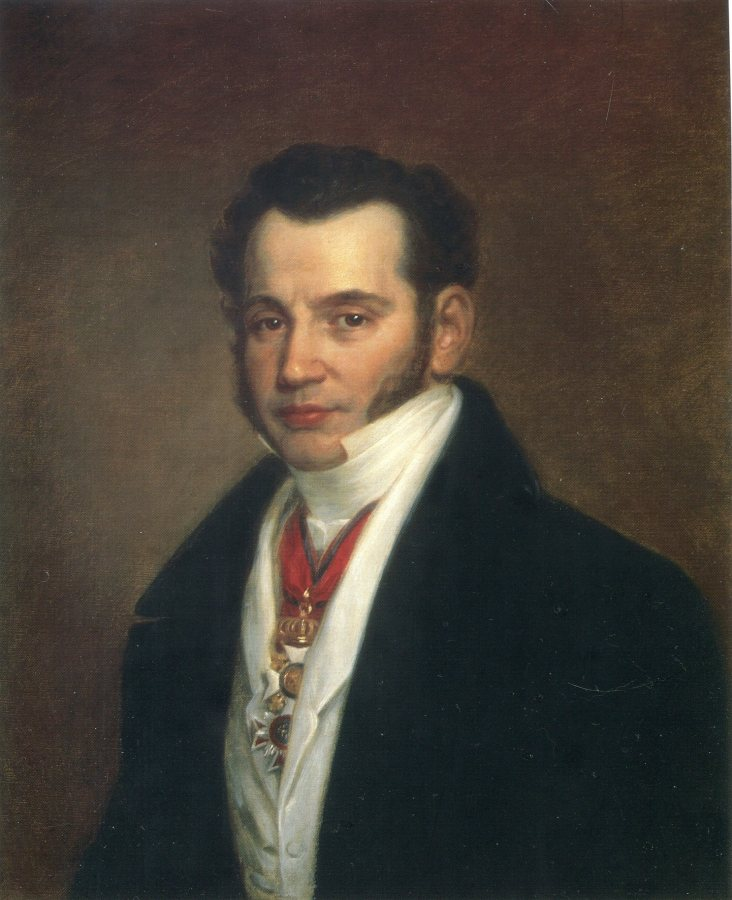
Kalman bzw. Carl Mayer Rothschild

Kalman Rothschild (1788–1855), der sich später Carl Mayer von Rothschild nannte, ging in Salomons Auftrag 1821 nach Neapel. Dort hatte er die Finanzen der österreichischen Truppen zu überwachen. Er eröffnete die sizilianische Rothschild-Dependance, zu deren Kunden unter anderem die Päpste, die Könige von Sizilien, weitere italienische Fürsten und der sardische Ministerpräsident Cavour gehörten. Carl lebte sowohl in Frankfurt als auch in Neapel, wo eines seiner Anwesen, die Villa Pignatelli, Besucher aus ganz Europa anzog. In seinen letzten Lebensjahren führte er die Filiale in Neapel jedoch nur noch von Frankfurt aus. Nach seinem Tod 1855 übernahm sein dritter Sohn Adolphe Carl diese Niederlassung, bis sie 1863 aufgrund der politischen Einigung Italiens geschlossen wurde.

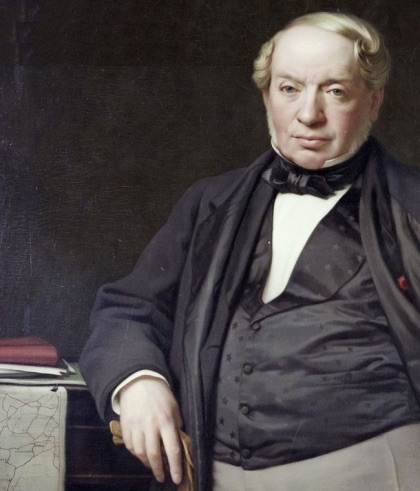
Jakob Rothschild

Jakob Rothschild (1792–1868) war der jüngste der Brüder. Er ging 1812 nach Paris und etablierte dort Rothschild Frères zu einer der ersten Bankadressen und nannte sich fortan James de Rothschild. Als Berater von zwei französischen Königen wurde er der einflussreichste Bankier des Landes. In den folgenden Kriegen unter Napoleon III. spielte er eine wichtige Rolle bei der Finanzierung des Eisenbahnbaus und dem Bau von Bergwerken, was Frankreich dabei half, den wirtschaftlichen Rückschlag nach dem verlorenen Deutsch-Französischen Krieg 1870/1871 zu überwinden und zu einer Industriemacht zu werden. 1982 wurde die Bank zusammen mit anderen Banken durch die Regierung François Mitterrands verstaatlicht. Das Nachfolgeinstitut Rothschild & Cie Banque ist eine Neugründung durch David René de Rothschild, sie stellt heute den französischen Teil der Rothschild Bankgruppe.

### Kommunikation
Im Gegensatz zu heute war es im 19. Jahrhundert sehr schwierig und kostenintensiv, schnell und zuverlässig geschäftsrelevante Informationen zu beschaffen. Somit mussten auch die fünf Söhne von Mayer Amschel Rothschild ihr Informationsnetzwerk in demselben Maß entwickeln und ausbauen, wie sie ihre Aktivitäten über ganz Europa ausweiteten. Beginnend in den letzten Jahren der napoleonischen Herrschaft tauschten die fünf Brüder nahezu täglich private und geschäftliche Korrespondenz aus. Schnell erweiterte man das Netzwerk auch auf außerfamiliäre Personen, in der Regel andere Bankiers, zu denen man besonders vertrauensvolle Geschäftsbeziehungen pflegte (z. B. Sal. Oppenheim in Köln, Bleichröder in Berlin, Lambert in Brüssel). Einige dieser so genannten „Agenten“ gab es auch außerhalb Europas. Während Briefe der Rothschilds untereinander bis in die 1850er Jahre fast ausschließlich im sogenannten Judendeutsch abgefasst waren, schrieben familienfremde Kontaktpersonen meist auf Deutsch und Französisch und ab den 1830er Jahren auch auf Englisch.
Um ein möglichst hohes Maß an Schnelligkeit und Geheimhaltung zu gewährleisten, bauten die Rothschilds ein eigenes, effektives, aber auch kostenintensives Kuriersystem auf. Zum Transport wurden Pferde, Kutschen, Brieftauben und Schiffe eingesetzt, die Geheimhaltung sollte durch Codewörter und Verschlüsselungen gewährleistet werden. Sehr schnell wuchs die Größe und Qualität des Nachrichtensystems der Rothschilds, so dass es nicht nur mit demjenigen von Wettbewerbern, sondern auch mit dem ganzer Staaten vergleichbar war. Der Niedergang setzte erst in der zweiten Hälfte des 19. Jahrhunderts mit der Einführung von Telegrafendiensten ein, da nun Kuriersysteme einerseits technisch überflüssig waren und andererseits größere Bevölkerungskreise nun günstig, schnell und zuverlässig an Informationen gelangen bzw. diese weiterleiten konnten.

### Verwandtschaftsheiraten
Als sich aus den Niederlassungen der fünf Söhne Mayer Amschel Rothschilds eigenständige Familienzweige herauszubilden begannen, stieg in der Familie Rothschild das Bedürfnis, den Zusammenhalt auch für die Zukunft zu sichern. Enge Familienbande wurden als Voraussetzung für den Erhalt der wirtschaftlichen und gesellschaftlichen Spitzenposition der Familie betrachtet. Man übernahm daher den in der europäischen Oberschicht bis in das 19. Jahrhundert üblichen Brauch, Vettern und Cousinen des ersten und zweiten Grades gezielt miteinander zu verheiraten (siehe Parallelcousinen- und Kreuzcousinenheirat). Den Anfang machte James de Rothschild am 11. Juli 1824, als er die Tochter seines Bruders Salomon, Betty von Rothschild, in Frankfurt heiratete.
In der Generation der Kinder und Enkel der fünf Brüder wurde die Verwandtschaftsheirat fast zur Regel. Von 21 Ehen, die zwischen 1824 und 1877 von Nachfahren von Mayer Amschel Rothschild abgeschlossen wurden, waren bei 15 beide Ehepartner direkte Nachkommen von ihm. So blieb nicht nur der Zusammenhalt gewahrt, auch die beträchtlichen Mitgiften blieben in der Familie. Zudem konnte der Einfluss Fremder auf das Familiengeschäft verhindert und die Beibehaltung des jüdischen Glaubens gesichert werden.

## Stammliste: Nachfahren Mayer Amschel Rothschilds
Die fünf Söhne Mayer Amschel Rothschilds wurden 1817 geadelt und 1822 in den österreichischen Freiherrnstand erhoben. Sie gründeten in ausländischen Metropolen wichtige Zweige dieser Dynastie.

## Besitz und kultureller Einfluss

### Unternehmen
Nachfolgend findet sich eine Auswahl von bedeutenden Unternehmen, an denen die Familie Rothschild eine Mehrheitsbeteiligung oder eine anderweitig bedeutende Beteiligung halten oder gehalten haben:
- Alliance Assurance Company, 1824 von Nathan Mayer Rothschild gegründetes britisches Versicherungsunternehmen, heute in der RSA Insurance Group aufgegangen[2]
- Asia Resource Minerals, ein von Nathaniel Rothschild 2010 gegründetes und 2017 aufgelöstes Bergbauunternehmen
- Atticus Capital, ein 1995 von Nathaniel Rothschild mitbegründeter und 2010 aufgelöster US-amerikanischer Hedgefonds
- Bnito, von Alphonse de Rothschild 1883 gegründetes russisches Ölunternehmen, welches 1912 von Royal Dutch Shell übernommen wurde
- Brinco, ehemaliges Konsortium von in Kanada tätigen britischen Unternehmen, darunter N M Rothschild & Sons
- British South Africa Company, britische Kolonialgesellschaft von Cecil Rhodes, Nathan Rothschild leistete finanzielle Unterstützung bei der Gründung[3]
- Chemins de fer du Nord, ein 1937 in der staatlichen SNCF aufgegangenes französisches Eisenbahnunternehmen im Besitz der britischen und französischen Rothschilds
- Club Med, In den 1960er Jahren wurde Edmond de Rothschild Investor[4]
- Creditanstalt-Bankverein, von Anselm Salomon von Rothschild 1855 gegründet Bank, bis zur Arisierung von den Rothschilds beeinflusst
- De Beers, 1888 von Cecil Rhodes mit Finanzierung von Alfred Beit und N M Rothschild & Sons gegründetes Diamentenunternehmen, heute Tochterunternehmen von Anglo American
- Edmond de Rothschild Group, 1953 von Edmond Adolphe de Rothschild gegründeter Vermögensverwalter, heute im Besitz der Edmond de Rothschild Foundations
- Edmond de Rothschild SA, 1953 von Edmond Adolphe de Rothschild übernommene Schweizer Privatbank, Unternehmenstochter der Edmond de Rothschild Group
- The Economist Group, britischer Verlag im Besitz der Familie Agnelli, die Rothschilds besitzen einen Minderheitsanteil[5]
- Eramet, im Jahre 1883 von Rothschild Frères übernommenes französisches Bergbauunternehmen
- Genel Energy, in Kurdistan tätiges Ölunternehmen, im Jahre 2011 gehörte Nathaniel Rothschild zu den Mitbegründern
- Glencore, Nathaniel Rothschild investierte in das Unternehmen[6]
- Imerys, 1880 von der Familie Rothschild unter dem Namen Peñarroya gegründetes französisches Bergbauunternehmen[7]
- Libération, im Jahre 1973 gegründete linksliberale französische Tageszeitung, 2005 wurde Édouard de Rothschild zum Hauptaktionär[8]
- M. A. Rothschild & Söhne, von Mayer Amschel Rothschild 1766 ins Leben gerufenes deutsches Bankhaus, bis 1901 tätig
- N M Rothschild & Sons, von Nathan Mayer Rothschild 1810 gegründetes britisches Bankhaus, heute eine Tochtergesellschaft von Rothschild & Co
- Rio Tinto Group, britisches Bergbauunternehmen, ab den 1880er Jahren übernahmen die Rothschilds die Kontrolle über das Unternehmen[9]
- RIT Capital Partners, 1988 von Jacob Rothschild gegründetes britische Investmentgesellschaft, 2012 übernahmen die amerikanischen Rockefeller einen Anteil von 37 Prozent[10]
- Rothschild & Co, durch die Fusion der Bankaktivitäten des britischen und französischen Zweiges der Familie Rothschild hervorgegangene Bankholding, größtes verbliebenes Unternehmen in ihrem Besitz
- Rothschild Frères, 1817 von Jakob Rothschild gegründetes Bankenhaus und bis 1982 die Bank des französischen Zweiges der Familie Rothschild
- Royal Dutch Petroleum Company, durch die Übernahme der russischen Ölinteressen der Rothschilds 1912 wurden diese an dem Unternehmen beteiligt
- Royal Mint Refinery, 1852 von den britischen Rothschilds übernommene staatliche Goldraffinerie, bis in die 1960er Jahre unter Kontrolle der Familie[11]
- S. M. v. Rothschild, von Salomon Rothschild 1820 gegründetes Wiener Bankhaus, durch den Anschluss Österreichs verlorengegangen
- Sociedad Minera y Metalúrgica de Peñarroya, zwischen 1881 und 1988 in Spanien tätiges Bergbauunternehmen
- St. James’s Place, 1991 als J. Rothschild Assurance Group gegründeter britischer Vermögensverwalter, 1997 von James’s Place Capital übernommen
- Witkowitzer Bergbau- und Hüttengewerkschaft, von Salomon Rothschild 1834 übernommenes Eisenwerk in Vítkovice, nach einem erzwungenen Verkauf wurde es Teil der Reichswerke Hermann Göring

### Weingüter
Die Weingüter der Familie genießen bis heute Weltruf. Nathaniel de Rothschild, dritter Sohn Nathans, erwarb 1853 Château Brane-Mouton. James erwarb 1868, kurz vor seinem Ableben, das renommierte Château Lafite-Rothschild. Edmond de Rothschild wiederum wurde 1873 Eigentümer von Château Clarke und Château Malmaison, im Jahr 1879 erwarb er auch das benachbarte Château Peyre Lebade. Eine Sammlung von über 15.000 Flaschen an Rothschild-Weinen findet sich im englischen Waddesdon Manor, einem in seiner Architektur, Gartenanlage und Kunstsammlung einmaligen Familiensitz der Rothschilds, 1874 errichtet von Ferdinand von Rothschild. Das Weingut Château Lafite-Rothschild steht derzeit unter Leitung von Saskia de Rothschild, der Tochter von Éric de Rothschild.

### Schlösser

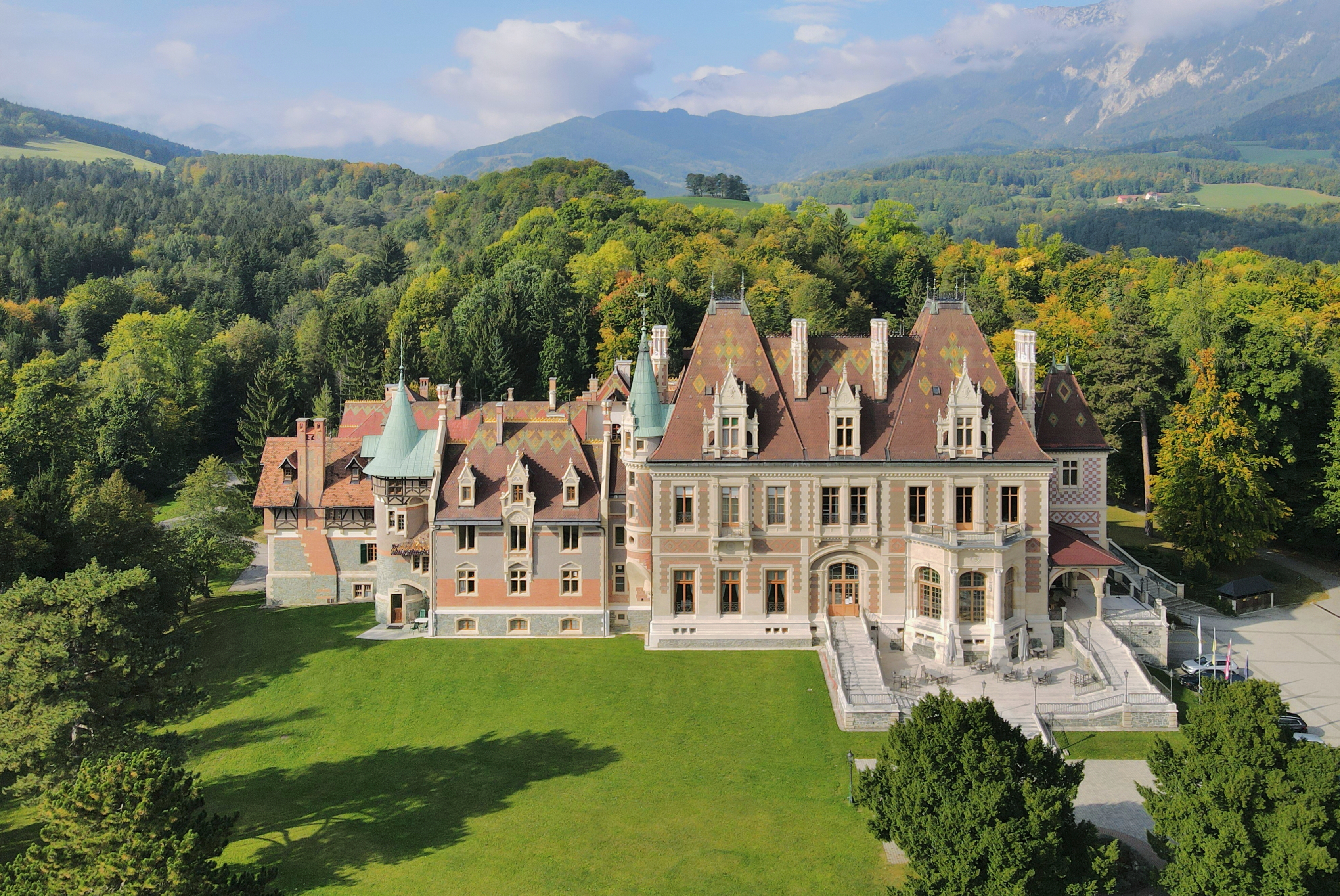
Schloss Rothschild in Reichenau an der Rax

- Schloss Ferrières ließ James de Rothschild zwischen 1855 und 1859 bauen.
- Schloss Rothschild ließ Nathaniel Meyer von Rothschild Ende des 19. Jahrhunderts in Reichenau an der Rax (Niederösterreich) errichten, auch bekannt als Schloss Hinterleiten.
- Schloss Rennhof in Hüttenfeld wurde von Mayer Carl von Rothschild im Jahr 1853 erbaut. Es beherbergt seit 1954 das Litauische Gymnasium Hüttenfeld.
- Palais Albert Rothschild ließ Albert Salomon Anselm von Rothschild 1879–1884 nach den Plänen von Gabriel-Hippolyte Destailleur in der Wiener Prinz-Eugen-Straße errichten.
- Das Rothschildschloss in Waidhofen an der Ybbs in Niederösterreich wurde von Albert Salomon Anselm von Rothschild zum Sitz der Verwaltung seiner ausgedehnten Güter gemacht und durch Friedrich von Schmidt im neugotischen Stil umgebaut. 2007 beherbergte es die Niederösterreichische Landesausstellung.

Mit ihrem Einrichtungs- und Lebensstil waren die Rothschilds stilbildend. Sie begründeten den Goût Rothschild, der sich durch die Verwendung edelster Materialien und opulenter Einrichtungsgegenstände auszeichnete. Häufig wurden Antiquitäten aus der Zeit des Ancien Régime neu verwendet. In der Architektur herrschte bei den Rothschilds der Stil der Renaissance vor.

## Die Rothschilds und der Zionismus
Mehrere Mitglieder der Familie gehörten zu den Unterstützern des Zionismus, wobei dies nicht für alle Rothschilds gleichermaßen galt und gilt. Aus den Archiven der Familie Rothschild geht hervor, dass die Familie in den 1870er Jahren 500.000 Francs pro Jahr an die Alliance Israélite Universelle zahlte. Baron Edmond de Rothschild entwickelte in den 1880er Jahren, nach einer Reihe von antisemitischen Pogromen in Russland, ein großes Interesse am Zionismus und bereiste das Heilige Land mehrmals. Edmond de Rothschild (in Israel als „der Baron Rothschild“ oder „der Wohltäter“ (hebräisch: „HaNadiv“) bekannt), war ein Förderer der ersten dauerhaften Siedlung in Palästina in Rischon-LeZion (1882). Er finanzierte auch die Gründung von Petach Tikwa als dauerhafte Siedlung (1883). Insgesamt kaufte er den osmanischen Großgrundbesitzern 2–3 % des Landes ab. Baron Rothschild übernahm eine aktive Rolle in der Jewish Colonisation Association (ICA) und übertrug ihr 1899 seinen Landbesitz in Palästina sowie 14 Millionen Francs. Im Jahr 1924 reorganisierte er den palästinensischen Zweig der ICA in die Palestine Jewish Colonisation Association (PICA), die mehr als 50.000 Hektar Land erwarb und Geschäftsunternehmen gründete. Er traf sich auch mit Theodor Herzl, hielt dessen Plan einer nationalen Heimstätte der Juden in Palästina allerdings für unrealistisch. Zum Zeipunkts von Edmonds Tod in Paris 1934 hatte er sich an der Gründung von 30 Siedlungen in Palästina beteiligt.
Der britische Außenminister Arthur James Balfour richtete sich 1917 in der Balfour-Deklaration an Walter Rothschild, 2. Baron Rothschild, einem wichtigen britischen Unterstützer des Zionismus in Großbritannien. In der Deklaration stellte die britische Regierung eine „nationale Heimstätte für das jüdische Volk“ in Palästina in Aussicht. Nach der Gründung Israels spielten die Rothschilds auch eine wichtige Rolle bei der Finanzierung der staatlichen Infrastruktur Israels. James Armand de Rothschild finanzierte das Knesset-Gebäude als Geschenk an den Staat Israel und das Gebäude des Obersten Gerichts von Israel wurde von Dorothy de Rothschild gestiftet. 1958 gründeten die Rothschilds eine eigene wohltätige Stiftung in Israel mit dem Namen Yad Hanadiv. In Israel sind heute zahlreiche Gebäude und Orte zu Ehren von Familienmitgliedern benannt, wie z. B. der Rothschild-Boulevard in Tel Aviv.

## Die Rothschilds als Gegenstand von Hetzkampagnen und Verschwörungstheorien
Die Familie Rothschild ist seit ihren Anfängen als Faktor der europäischen Wirtschaft Gegenstand zahlreicher Karikaturen und polemischer Schriften bis hin zu Hetzkampagnen und Verschwörungstheorien. Diese zeichnen sich in der Regel durch einen mal verdeckten, mal offenen Antisemitismus aus. Der Name Rothschild wird häufig als Symbol für den Zionismus verwendet und dazu, die angebliche Allmacht des Weltjudentums über das internationale Finanzwesen zu illustrieren.
Als einer der Ersten griff Honoré de Balzac die Rothschilds öffentlich an. In seiner Erzählung Das Haus Nucingen (1838) karikiert er James de Rothschild in dem arroganten, rücksichtslosen und groben Bankier Nucingen, der seinen Reichtum durch betrügerische Bankrotte erwirbt. Auf diese Erzählung geht wohl auch die bis heute umlaufende Geschichte zurück, die Familie Rothschild habe ihren Reichtum durch eine Spekulation auf den Ausgang der Schlacht bei Waterloo erworben. Danach habe Nathan Rothschild dank eines effizienten Informationsdienstes bereits vor der britischen Regierung vom siegreichen Ausgang der Schlacht erfahren und daraufhin seine Aktien verkauft, um andere Anleger glauben zu machen, er sei im Besitz von Information über eine britische Niederlage. Es sei danach zu Panikverkäufen und starken Kursverlusten gekommen, die Nathan dazu genutzt habe, die Wertpapiere billig aufzukaufen. Nach dem Eintreffen der Siegesnachricht habe er dann von einem enormen Kursanstieg profitiert. Georges Dairnvaell brachte diese unwahre Geschichte 1846 in seinem Pamphlet Die erbauliche und kuriose Geschichte von Rothschild I., König der Juden erneut in Umlauf. Später, zur Zeit des Nationalsozialismus, wurde sie durch den unverhüllt antisemitischen deutschen Propaganda-Film Die Rothschilds verbreitet. Zudem war bereits im 19. Jahrhundert das Gerücht aufgekommen, Nathan Mayer Rothschild habe einen französischen General bestochen, um den britischen Sieg sicherzustellen.
Der Verfasser der deutschen Nationalhymne August Heinrich Hoffmann von Fallersleben veröffentlichte 1843 das Gedicht Bescheidenheit führet zum Höchsten der Welt, in dem er die Rothschilds als unbescheidene „Juden der Könige“ und „Gläubiger der Herren“ bezeichnete. Der Komponist Richard Wagner schrieb 1850 in seinem antisemitischen Aufsatz Das Judenthum in der Musik, ein „jerusalemisches Reich“ gäbe es nur deshalb nicht, weil Rothschild lieber „Jude der Könige“ bleibe, als „König der Juden“ zu sein.
Bereits in der ersten Hälfte des 19. Jahrhunderts wurde der Einfluss der Rothschilds mit dem regierender Monarchen verglichen. Sie galten als Teil einer Geldaristokratie, die dank ihrer Wirtschaftsmacht zum Erhalt bestehender Regierungen beitrug, sich keiner Nation patriotisch verpflichtet fühlte und selbst den Sturz von Monarchen wie etwa dem französischen König Karl X., mit denen sie enge Beziehungen pflegte, schadlos überstand. „Geld ist der Gott unserer Zeit und Rothschild ist sein Prophet“, schrieb Heinrich Heine im März 1841. Alphonse Toussenel, ein französischer Journalist und Schriftsteller, verband in dem 1846 erschienenen Buch Die Juden, Könige der Epoche: Eine Geschichte des Finanzfeudalismus seine Kritik an den Konditionen, zu denen James de Rothschild die Konzession an der Bahnlinie von Paris nach Belgien erwerben konnte, mit einem Argument gegen das Judentum an sich: Frankreich sei „an die Juden verkauft“ worden, und die Eisenbahnlinien ständen direkt oder indirekt unter der Kontrolle von „Baron Rothschild, der König der Finanzwelt, ein Jude, der von einem sehr christlichen König zum Baron gemacht wurde“.
Sehr früh glaubte man an die Macht der Rothschilds, auf Grund ihrer finanziellen Mittel Kriege zu verhindern. 1828 schrieb Fürst Pückler-Muskau, ohne die Rothschilds scheine „keine Macht in Europa Krieg führen zu können“. Vergleichbare Äußerungen findet man auch bei Ludwig Börne, österreichischen Diplomaten und Antisemiten wie Alphonse Toussenel, der dazu schrieb: „Der Jude spekuliert auf den Frieden, das heißt auf die Hausse, und das erklärt, warum der Frieden in Europa schon 15 Jahre währt.“ Die Bereitschaft und die Fähigkeit, einen Krieg zu verhindern, wird aus heutiger Sicht positiv bewertet. Im 19. Jahrhundert sah man im Krieg jedoch ein legitimes politisches Mittel und der den Rothschilds aus Geschäftsinteresse unterstellte Pazifismus stieß auf Kritik. Während der italienischen Unabhängigkeitskriege schrieb Earl Shaftesbury, dass es „merkwürdig, beängstigend, erniedrigend“ sei, dass „das Geschick dieser Nation der Spielball eines ungläubigen Judens ist“. Auf vergleichbare harsche Kritik stieß der Einsatz von August Belmont, dem Agenten der Rothschilds in Nordamerika, für Friedensverhandlungen zwischen den Parteien des Sezessionskrieges.
Verschwörungstheorien, in denen der Familie Rothschild eine Rolle zugesprochen wird, gibt es bis heute. In unterschiedlichen Versionen existiert die Theorie, die Rothschilds leiteten oder beteiligten sich an einer entweder jüdischen, freimaurerischen, illuminatischen oder außerirdischen Verschwörung, häufig mit den in diesem Umfeld üblichen Ähnlichkeiten oder unkritischen Bezugnahmen auf die längst als Fälschung entlarvten Protokolle der Weisen von Zion. Ebenfalls als Quelle für derartige Theorien werden die allgemein nicht als authentisch angesehenen sogenannten Rakowski-Protokolle genannt.

## Das Bankhaus Rothschild und seine Finanzgruppen heute
Ein zentrales Bankhaus bzw. ein Netzwerk von eng miteinander kooperierenden Banken im gemeinsamen Besitz der Familie Rothschild gibt es heute nicht mehr. Stattdessen existieren drei Finanzgruppen, die von unterschiedlichen Familienzweigen der Rothschilds kontrolliert werden und sich teilweise durch zahlreiche Schachtel- und Querbeteiligungen auszeichnen. Zwischen den drei Finanzgruppen bestehen vereinzelt gegenseitige Minderheitsbeteiligungen.

Logo

Logo Banque Privée Edmond de Rothschild

Die größte dieser Gesellschaften stellt die Rothschild & Co (bis September 2015 Paris Orléans SA) dar. Durch die Fusion der Bankaktivitäten des britischen und französischen Zweiges der Familie Rothschild im Januar 2008 wurde dieses Unternehmen zur zentralen Holdinggesellschaft für die Geschäfte der britischen und französischen Rothschilds in den vier Bereichen: Investment-Banking, Corporate-Banking, Private Banking (Vermögensverwaltung) und Private-Equity (Unternehmensbeteiligungen). Das Unternehmen wurde 1838 gegründet und war ursprünglich eine Eisenbahngesellschaft. Es ist an der Börse Euronext in Paris notiert (ISIN: FR0000031684). Das Aktienkapital wird zu 47,1 % vom britischen und französischen Zweig der Familie Rothschild kontrolliert (Stand Ende März 2015). Der Rest der Aktien ist über die Börse breit gestreut.
Eine zweite Finanzgruppe, die Groupe Edmond de Rothschild, wird von einem in der Schweiz ansässigen Zweig der Rothschilds kontrolliert. Sie wurde 1953 von Edmond Adolphe de Rothschild gegründet und umfasst neben mehreren Banken auch Hotels, Immobilien, Weingüter und einen Versicherungsmakler. Ein zentraler Bestandteil dieser Gruppe ist die in Genf beheimatete Banque Privée Edmond de Rothschild.

Logo von RIT Capital Partners Plc

Als dritte Gesellschaft unter Kontrolle eines Zweigs der Rothschilds ist die RIT Capital Partners zu nennen. Dieses Unternehmen wurde 1961 auf Initiative von Jacob Rothschild gegründet und wurde seitdem auch bis zu seinem Tod im Jahr 2024 von ihm geführt. Seit 1988 investiert RIT Capital Partners auf internationaler Ebene vorwiegend in kleinere und mittlere, börsennotierte und private Firmen. Es ist an der Londoner Börse notiert (ISIN: GB0007366395).
Im Jahr 2023 kündigte die Familienholding Concordia an, das im Jahr 1838 an der Pariser Börse eingetragene Aktienunternehmen Rothschild & Co, in eine private Eigentümerstruktur zu überführen.

## Dokumentarfilme
- Die Rothschild-Saga – Aufstieg – Reichtum – Verfolgung. 53 Min. Regie: Klaus T. Steindl. Österreich 2021.[28][29]
- Die Rothschilds – Die Macht der Banker. 45 Min. Ein Film von Martin Vogg und Matthias Widter. Deutschland 2021.[30][31]
- Die Rothschilds. (= Die Macht der Superreichen. Folge 2). 43 Min. Ein Film von Liv Thamsen. Deutschland 2022.[32][33]